# Anemone raddeana
Espèce
Synonymes
- Anemone maximowiczii Juz.[2]
- Anemone raddeana subsp. glabra Ulbr.[2]
- Anemonoides maximowiczii (Juz.) Holub[2]
- Anemonoides raddeana (Regel) Holub[2]

Anemone raddeana est une espèce de plante forestière et de lisière, vivace, de la famille des renonculacées, du genre des anémones.

## Nom vernaculaire
- Azuma-ichige, Japon[3].

## Distribution
Anemone raddeana fleurit au début du printemps dans les forêts et les vallées ombragées de Japon (de Hokkaidō jusqu'à Kyūshū), de Chine, de Corée du Sud et de Russie.

## Usage
Anemone raddeana est cultivée comme plante ornementale, et est utilisée comme plante officinale en médecine traditionnelle chinoise.

## Liste des sous-espèces et variétés
Selon Tropicos (11 août 2017) :
- sous-espèce Anemone raddeana subsp. glabra Ulbr. ;
- sous-espèce Anemone raddeana subsp. villosa Ulbr. ;
- variété Anemone raddeana var. integra Huth ;
- variété Anemone raddeana var. lacerata Y.L. Xu ;
- variété Anemone raddeana var. raddeana.